# Preston (Minnesota)
Preston ist eine Kleinstadt (mit dem Status „City“) und Verwaltungssitz des Fillmore County im US-amerikanischen Bundesstaat Minnesota. Das U.S. Census Bureau hat bei der Volkszählung 2020 eine Einwohnerzahl von 1.322 ermittelt.

## Geografie
Preston liegt am Root River, einem rechten Nebenfluss des Mississippi. Der Ort liegt auf 43°40′13″ nördlicher Breite und 92°05′00″ westlicher Länge und erstreckt sich über 6,09 km².
Benachbarte Orte sind Fountain (9,5 km nordwestlich), Lanesboro (13,3 km nordöstlich), Harmony (16,9 km südsüdöstlich) und Wykoff (18,9 km westlich).
Die nächstgelegenen größeren Städte sind Rochester (56,4 km nordwestlich) und La Crosse in Wisconsin (87,3 km östlich). Das Ballungsgebiet um die Städte Minneapolis und Saint Paul liegt 197 km nordnordwestlich.

## Verkehr
Der U.S. Highway 30 und die Minnesota State Route 16 führen auf einer gemeinsamen Route als Hauptstraße in nordwest-südöstlicher Richtung durch das Stadtgebiet. Alle weiteren Straßen sind untergeordnete Landstraßen, teils unbefestigte Fahrwege sowie innerörtliche Verbindungsstraßen.
Die nächstgelegenen Flughäfen sind der Rochester International Airport (58,5 km nordwestlich) und der größere Minneapolis-Saint Paul International Airport (188 km in der gleichen Richtung).
Auf einer stillgelegten Eisenbahnstrecke der Milwaukee Road verläuft mit dem Blufflands State Trail ein kombinierter Fuß- und Fahrradweg.

## Demografische Daten
Nach der Volkszählung im Jahr 2010 lebten in Preston 1325 Menschen in 603 Haushalten. Die Bevölkerungsdichte betrug 217,6 Einwohner pro Quadratkilometer. In den 603 Haushalten lebten statistisch je 2,15 Personen.
Ethnisch betrachtet setzte sich die Bevölkerung zusammen aus 98,3 Prozent Weißen, 0,2 Prozent (drei Personen) Afroamerikanern, 0,2 Prozent amerikanischen Ureinwohnern sowie 0,2 Prozent Asiaten; 1,1 Prozent stammten von zwei oder mehr Ethnien ab. Unabhängig von der ethnischen Zugehörigkeit waren 0,6 Prozent der Bevölkerung spanischer oder lateinamerikanischer Abstammung.
Subjektiv auffällig ist die äußerst hohe Quote von Bewohnern mit skandinavischen Namen, ersichtlich etwa auf der Homepage der Stadt.
21,4 Prozent der Bevölkerung waren unter 18 Jahre alt, 57,8 Prozent waren zwischen 18 und 64 und 20,8 Prozent waren 65 Jahre oder älter. 50,6 Prozent der Bevölkerung war weiblich.

Das mittlere jährliche Einkommen eines Haushalts lag bei 40.052 USD. Das Pro-Kopf-Einkommen betrug 23.770 USD. 11,9 Prozent der Einwohner lebten unterhalb der Armutsgrenze.